# Joan Claudi Montane
Joan Claudi Montane (ur. 18 września 1955) – andorski bokser, olimpijczyk. Brał udział w igrzyskach w roku 1976 (Montreal). Nie zdobył żadnych medali.

## Letnie Igrzyska Olimpijskie 1976 w Montrealu
| Konkurencja    | Runda I    | Runda II               | Ćwierćfinały          | Półfinały             | Finał                 | Klas. końcowa |
| Konkurencja    | Przeciwnik | Przeciwnik             | Przeciwnik            | Przeciwnik            | Przeciwnik            | Miejsce       |
| -------------- | ---------- | ---------------------- | --------------------- | --------------------- | --------------------- | ------------- |
| Waga półciężka |            | Ottomar Sachse (GDR) L | → Nie awansował dalej | → Nie awansował dalej | → Nie awansował dalej | 9.            |